# Malkastenpark

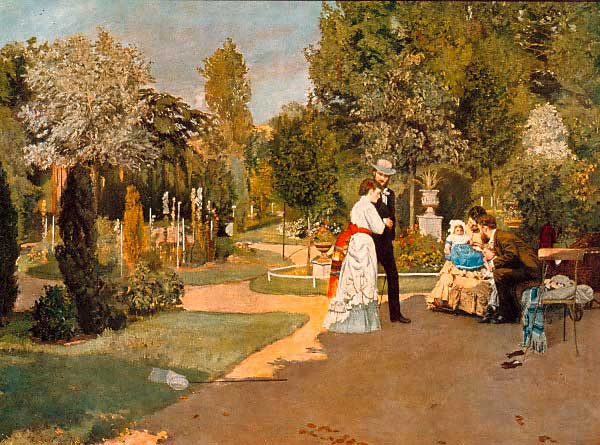
Ernst te Peerdt: Gesellschaft im Park, 1873, Wallraf-Richartz-Museum & Fondation Corboud

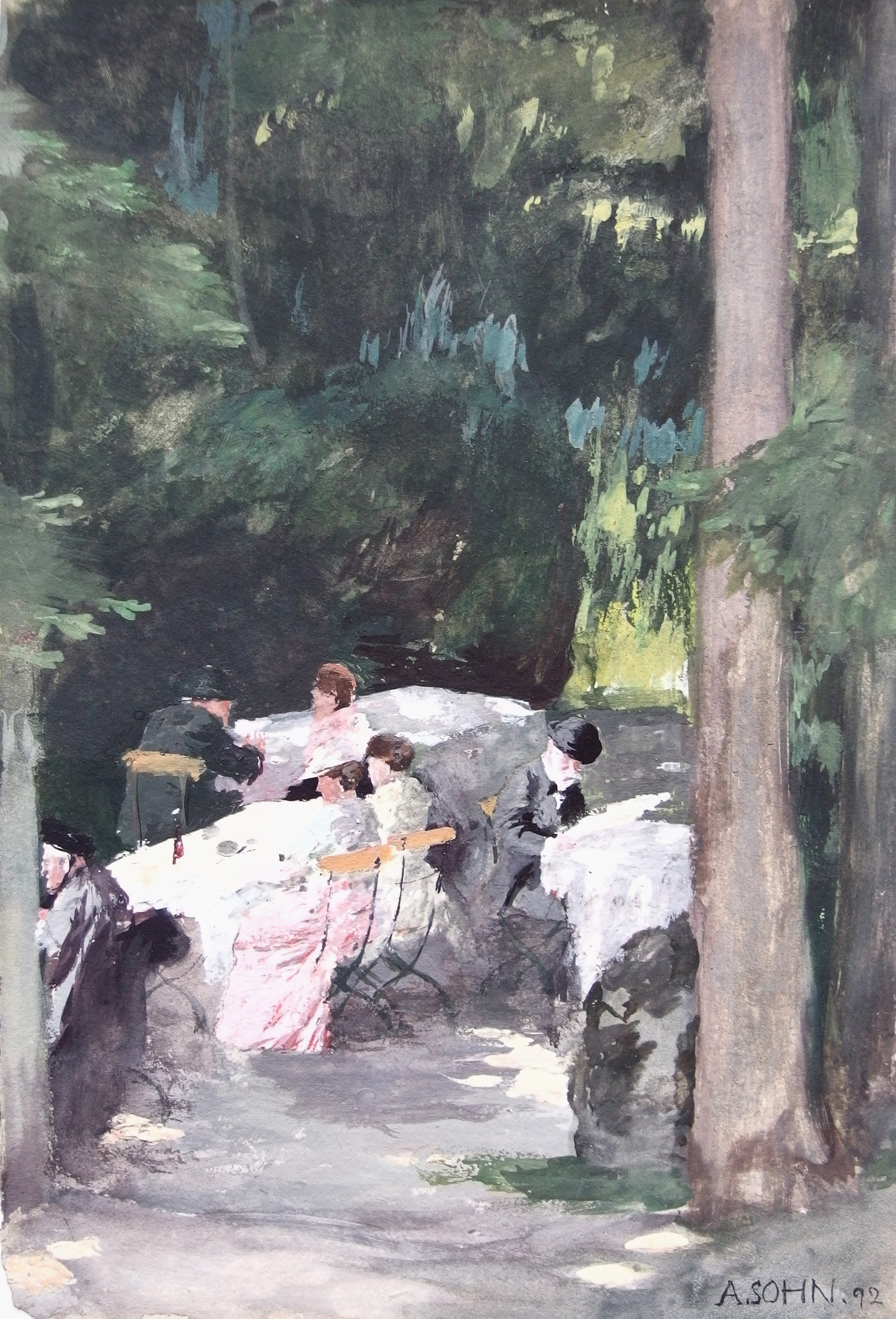
Jacobigarten im Sommer 1892, Alfred Sohn-Rethel

Der Malkastenpark (auch Jacobigarten) ist ein kleiner Privatpark des Künstlervereins Malkasten in Düsseldorf. Er steht seit 2001 unter Denkmalschutz.

## Lage und Anlage
Im Zentrum Düsseldorfs, direkt neben dem Hofgarten, liegt der knapp drei Hektar große Park. Er nimmt den Raum zwischen Malkastenstraße, Jacobistraße, Pempelforter Straße und Louise-Dumont-Straße ein. Der Eingang zum kostenpflichtigen Park befindet sich am Malkasten-Haus.
Das Herzstück der Anlage ist eine zentrale barocke Achse mit Allee, Parterre und Venusteich sowie naturnahe, landschaftliche Bereiche mit dem Bachlauf der nördlichen Düssel.

## Geschichte

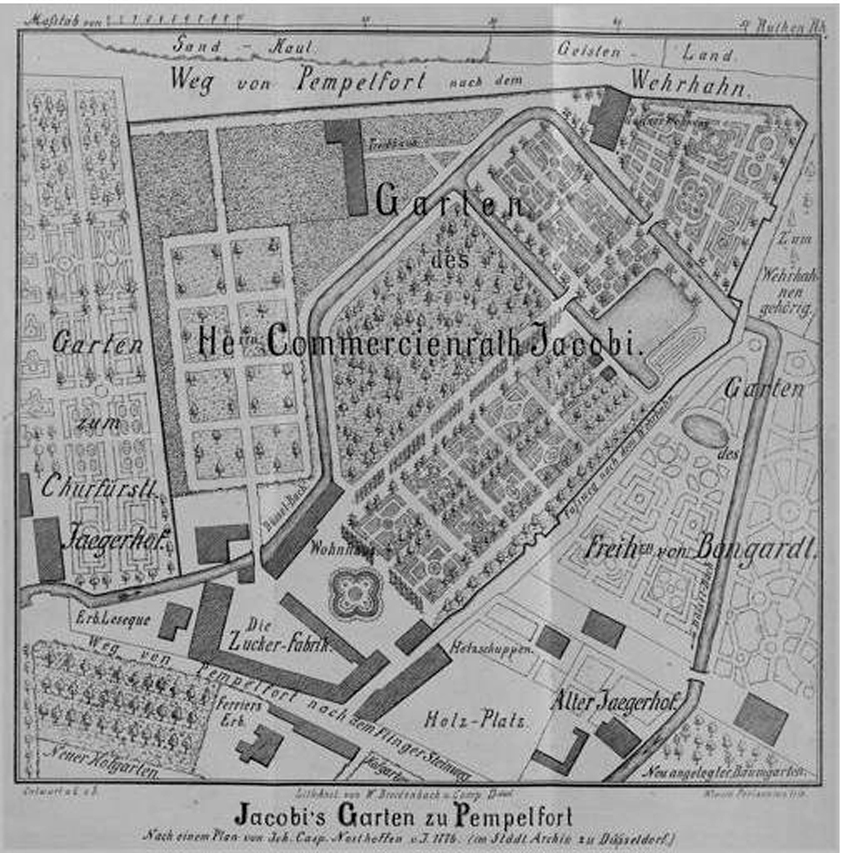
Jacobi’s Garten zu Pempelfort, 1776

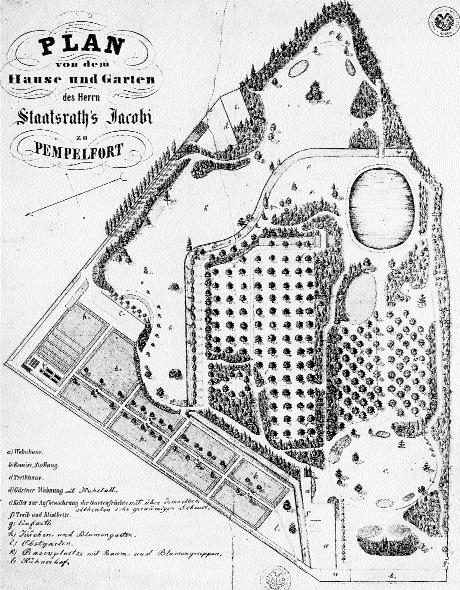
Jacobi’s Garten und seine Baulichkeiten, 1840

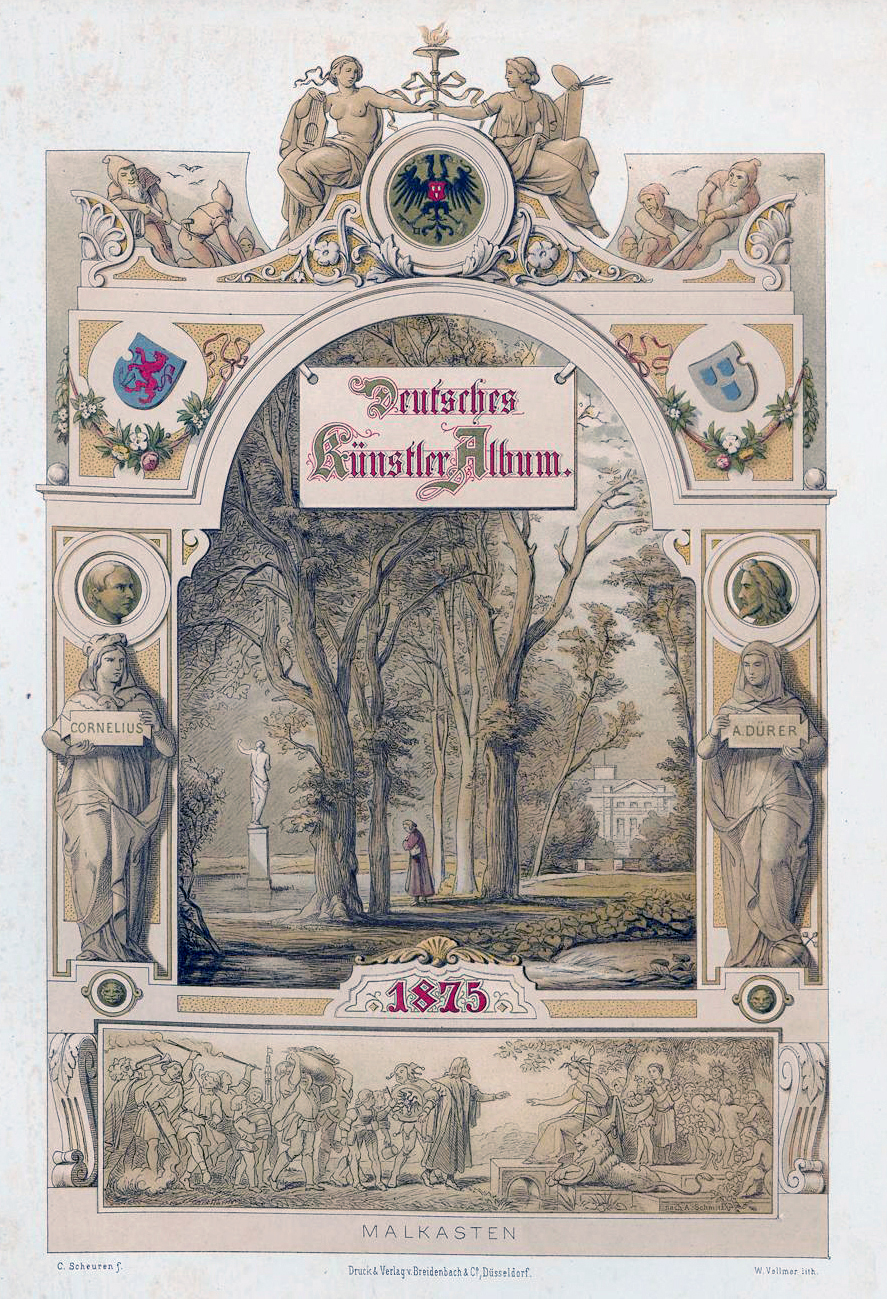
Malkasten, Titelblatt des Deutschen Künstler-Albums von Caspar Scheuren, 1875

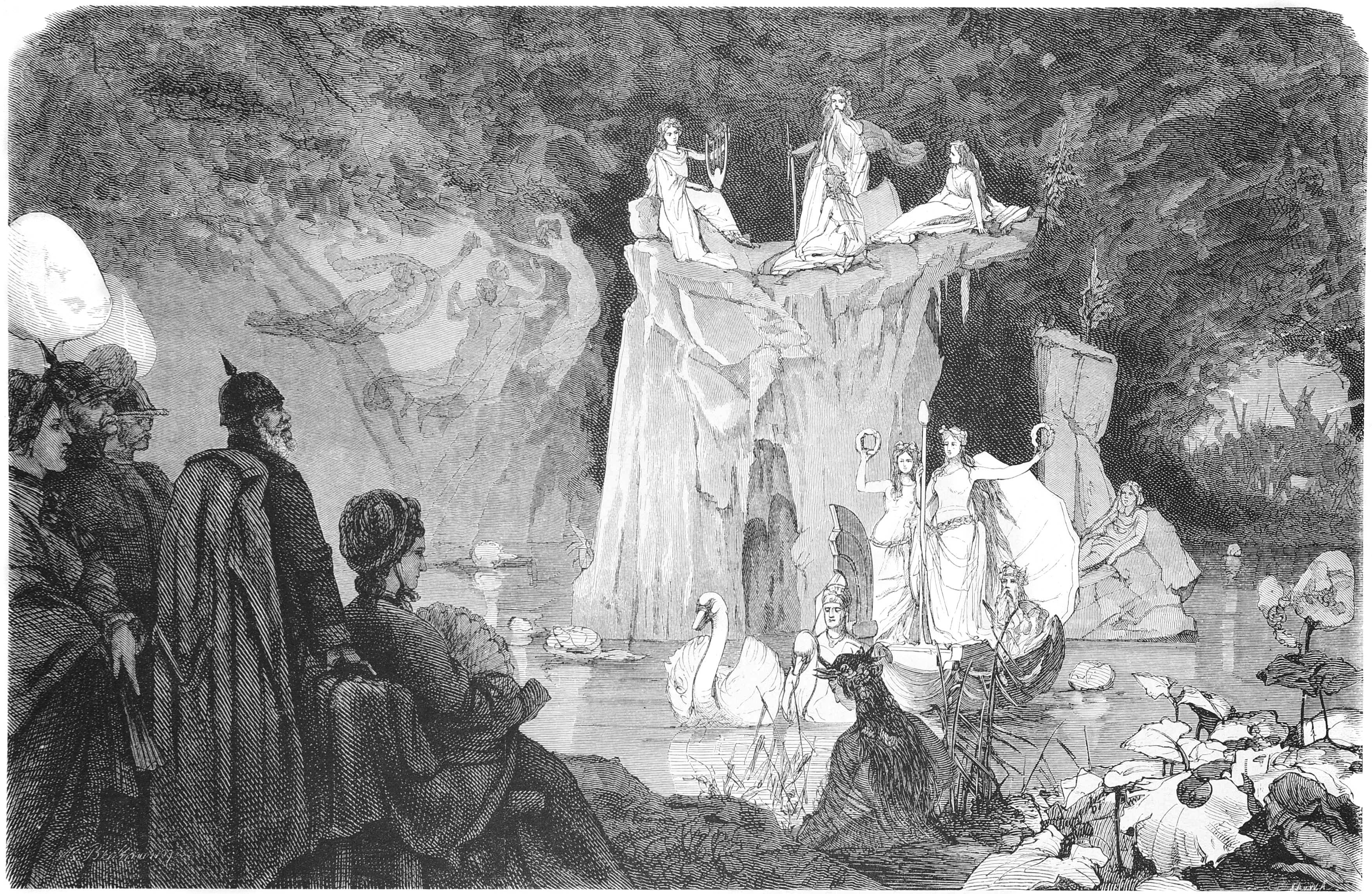
Der Nixenteich auf dem Malkastenfeste zu Düsseldorf, Illustration von Wilhelm Beckmann in der Zeitschrift Die Gartenlaube, 1877

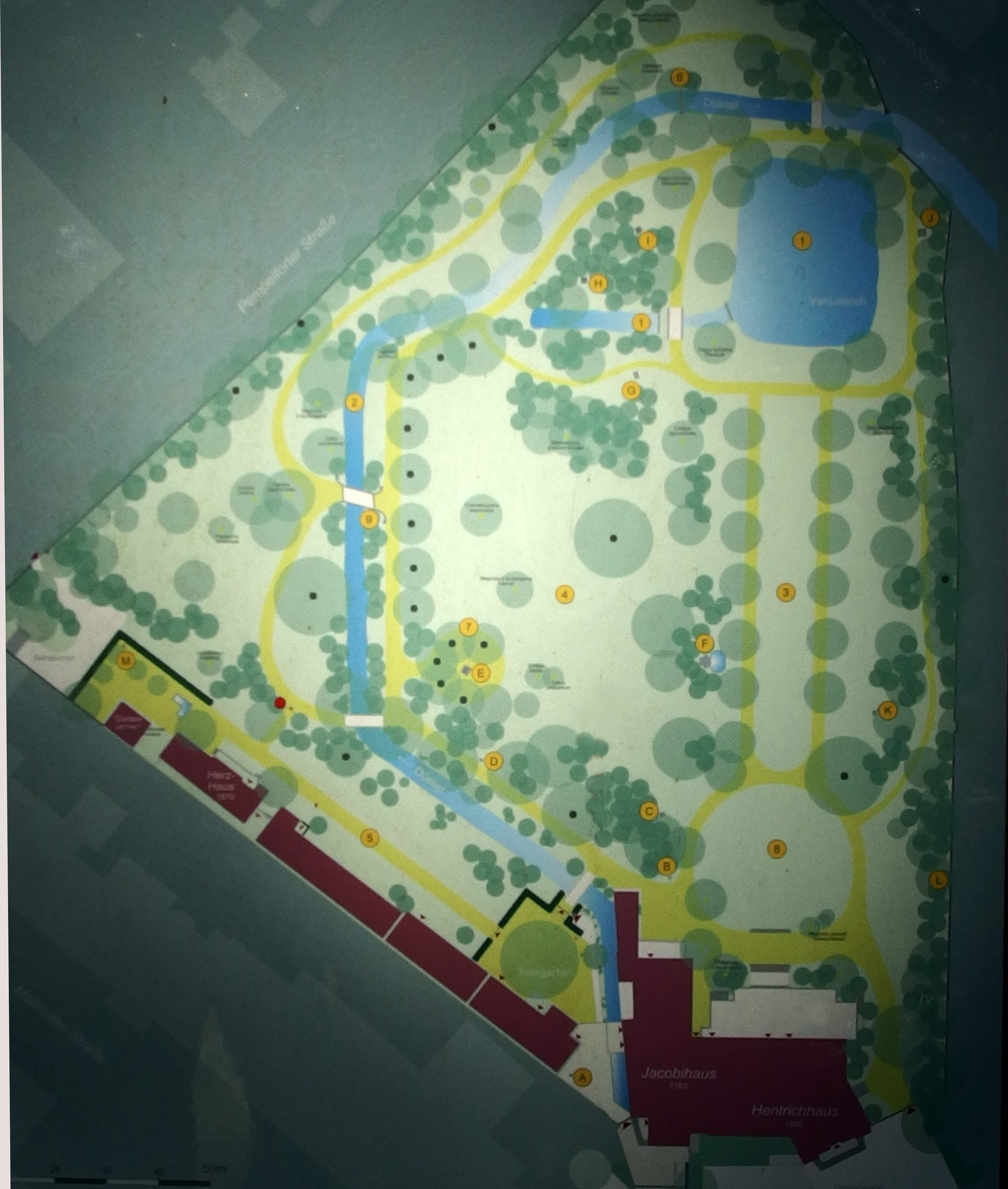
Parkanlage Künstlerverein Malkasten

In der Nähe von Schloss Jägerhof lagen im 18. Jahrhundert inmitten von Gärten auch einige Landhäuser, von denen das Haus der Gebrüder Jacobi, als traditionsreiche Begegnungsstätte für Künstler und Philosophen, einen bedeutenden Ruf besaß. Kommerzienrat und Kaufmann Johann Konrad Jacobi (1715–1788) erwarb 1742 ein kleines Gut in Pempelfort und ließ dort einen Barockgarten mit Parterre und Allee anlegen. Sein Sohn Friedrich Heinrich Jacobi formte die barocke Anlage in den 1770er Jahren zu einem Kunstgarten im landschaftlichen Stil um. Neben der erhaltenen Allee entstanden fünf Bereiche mit Obstbaumhainen, verschlungenen Wegen, die mehrfach die Düssel querten und dem Teich. Einbezogen wurden die verschiedenen gärtnerisch-landwirtschaftlich genutzten Gebäude. Bei dem Jacobigarten handelte es sich wohl um das älteste Beispiel eines Landschaftsgartens im englischen Stil im engeren Düsseldorfer Raum. Jacobi unterhielt für viele Jahre gemeinsam mit seiner Ehefrau Betty, geb. von Clermont aus Vaals bei Aachen, einen Treffpunkt literarisch und politisch Interessierter und empfing in seinem Garten unter anderem Johann Wolfgang von Goethe und Wilhelm von Humboldt.
Der „Malkasten Künstlerverein“, gegründet 1848, erwarb das Jacobi-Gut und rettete den Jacobigarten vor der Bebauung durch die Stadt. Seit 1855 befanden sich das Jacobihaus und Jacobigarten im Eigentum von Friedrich Wilhelm Julius Brewer, dem General-Direktor der Düsseldorfer Gasanstalt, der das Grundstück von den Erben der Familie Jacobi erworben hatte. Brewer wollte es als Bauland verkaufen. Der Düsseldorfer Oberbürgermeister Ludwig Hammers rief die Düsseldorfer Künstler dazu auf, sich um den Ankauf und die Rettung „des denkwürdigen Ortes deutscher klassischer Literatur zu bemühen“. Der Düsseldorfer Notar Joseph Euler, ein Gründungsmitglied des Malkastens, und der Regierungspräsident Leo von Massenbach schalteten sich in die Bemühungen ein, indem sie das „Corporationsrecht“ für den Malkasten herbeiführten, das dem Künstlerverein schließlich den Rechtsweg zum Erwerb des Grundbesitzes eröffnete. Bereits am 17. September 1857 hatten der Landschaftsmaler Andreas Achenbach und der Industrie-Lobbyist Alexander von Sybel den Jacobi’schen Garten „mit Wohngebäuden, Remisen, Stallungen, Scheune, Schuppen, Parkanlage mit Orangeriehaus, Weier, Gemüse- und Obstgarten insgesamt 11 Morgen 117 Ruthen für 22.000 Thaler“ mit der Absicht der späteren Übereignung an den Malkasten gekauft bzw. vorfinanziert. Letztendlich finanziert wurde der Kauf dann durch eine weltweite Bilderlotterie, zu der Künstler der Düsseldorfer Malerschule mit ihren Werken beitrugen. Die Geldsumme wurde auf 55.000 Taler, für die neue Gartengestaltung und zum Bau des neuen Fest- und Gesellschaftshaus, erhöht. Um die Umgestaltung im damals neuen englischen Gartenstil kümmerte sich der königlicher Hofgartendirektor Joseph Clemens Weyhe. Am 14. Juli 1860 zog der Malkasten feierlich in den Garten ein. Die Gartenanlage mit „Düsselbach“ und „Venusteich“ (auch „Nixenteich“ genannt) sowie die historischen und neuen Gebäude boten nun Raum und Hintergrund für fantasievolle Künstlerfeste, die über die Grenzen Düsseldorfs hinaus bekannt waren. Mit dem Kaiserfest, das 1877 zu Ehren Kaiser Wilhelms I. und Kaiserin Augustas veranstaltet wurde, begann eine Tradition von legendären Festinszenierungen im „Malkastenpark“.
Im Zuge des Neubaus des zerstörten Teils des Malkasten-Hauses und seiner Terrasse nach dem Zweiten Weltkrieg gestaltete dann der Landschaftsarchitekt Roland Weber die Außenanlagen neu.
Im Sommer 1997 wurde von den Künstlern Jost Wischnewski, Gregor Russ und Kurator Karl Heinz Rummeny (1956–2022) das „Parkhaus“ in Bereich des Nutzgartens und der ehemaligen Gartenhäuser, als experimenteller Ausstellungsraum, vorwiegend für junge künstlerische Positionen gedacht und international ausgerichtet, gegründet.
2014 hatte der Sturm Ela 40 Bäume zerstört und 200 Bäume in Mitleidenschaft gezogen. Einfriedungsmauern waren eingestürzt, Kunstwerke vom Sockel gefallen und Wasserbausteine in der Düssel untergegangen. Die Beseitigung der Schäden und Neupflanzungen, mit Tulpenbäume und Magnolienbäume in der Hauptsichtachse hinter dem Teich, war nur durch die Hilfe von Sponsoren und der Stadt (Gartenamt, Kulturamt, Denkmalschutz des Landes und der Stadt sowie die Kämmerei) möglich.

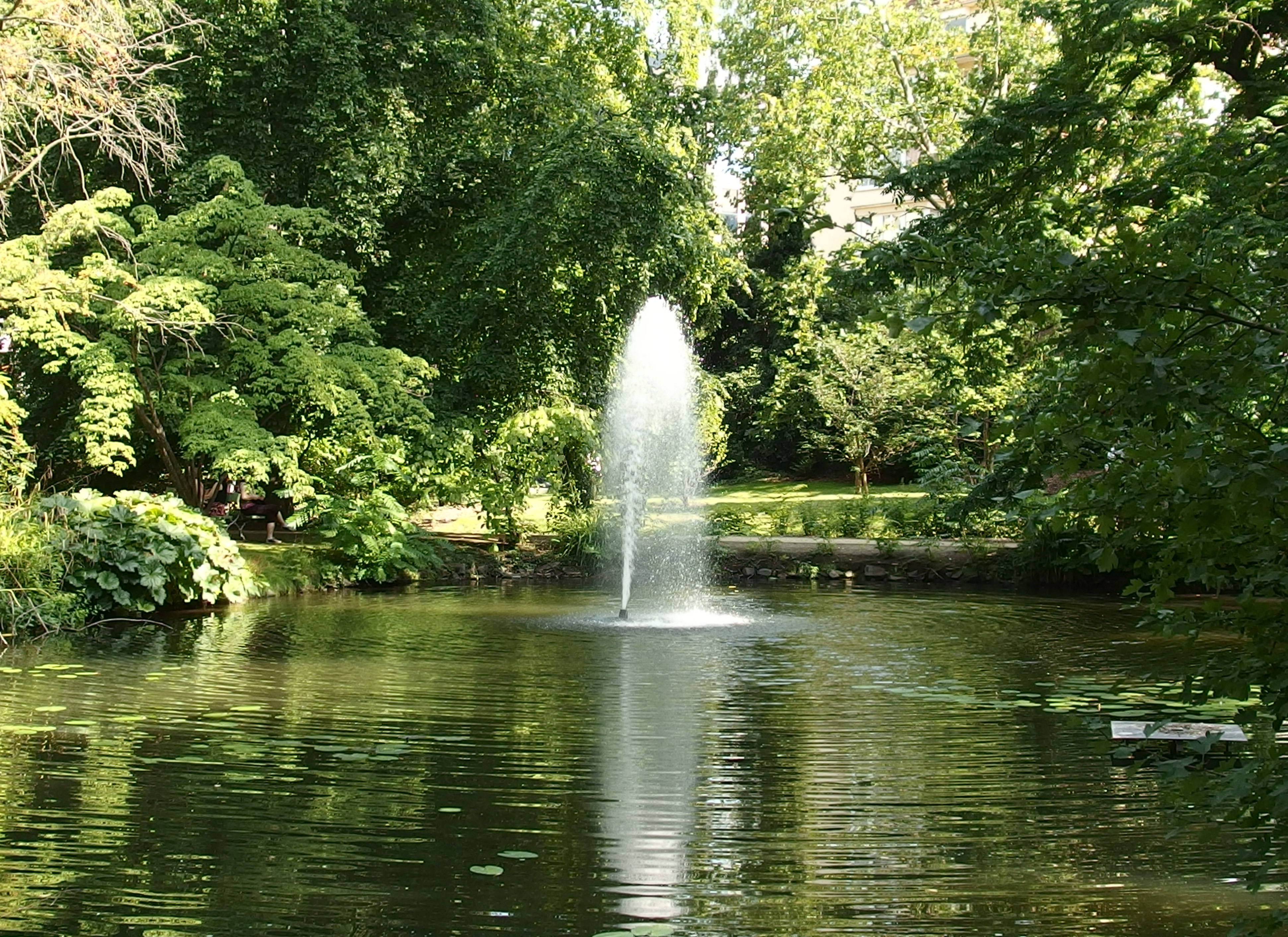
„Venusteich“ mit Fontäne

Der Park wurde in drei Jahren aufwendig restauriert, neue Bäume wurden gepflanzt, und er ist seit September 2015 für die Öffentlichkeit zugänglich. Besonders wichtig war es für die Verantwortlichen, den Charakter des Parks zu erhalten und noch besser sichtbar zu machen. Landschaftsarchitekt Achim Röthig erarbeitete hierfür das gartendenkmalpflegerische Entwicklungskonzept, das die Grundlage für die Veränderungen war. Im Park fließt rundum die nördliche Düssel mit einem kleinen Wasserfall, genau dort, wo auch Jacobi ihn angelegt hatte (Plan von 1840). Der „Venusteich“ mit seinen abgerundeten Ecken entspricht den Formen der Barockzeit. Dieser hatte seinen Namen von einer inmitten des Teichs aufgestellten Venusfigur, die der Venus von Capua, einer früheren Version der Venus von Milo, nachgebildet war. Der Guss der Venus-Plastik bestand aus eingeschmolzenen Farbtuben und stand von 1861 bis 1930 auf dem Sockel, der noch heute zu sehen ist. Bei der Installation der Fontäne im Teich wurde eine alte Wasserleitung gefunden, die jetzt wieder verwendet wird.
Der Eingangsbereich zum Malkastenpark liegt zur linken Hand neben dem Jacobihaus, Jacobistraße 6a. Mit einem Eintrittspreis von zwei Euro, den der „Künstlerverein Malkasten“ für die Pflege des Parks verwendet, leisten die Besucher für Natur und Kunst des teilöffentlichen Malkastenparks einen Beitrag; und so lautet die Satzung: „Der Verein als Eigentümer des durch geschichtliche Erinnerung geweihten Jacobihauses und Jacobi’schen Gartens in Pempelfort ist verpflichtet, diese Stätte in ihrer durch die Erinnerung bedingten Unversehrtheit zu erhalten.“
Anlässlich des bundesweiten Tag des offenen Denkmals am 11. September 2016 unter dem Motto „Gemeinsam Denkmale erhalten“ waren alle Bürger eingeladen, den Park zu besuchen und zu entdecken. 
Gegenwärtig wird der Park vom Künstlerverein Malkasten für Kunstaktionen und Feste genutzt. 
Seit Ende August 2022 waren sechs Skulpturen im Park zu sehen:
- Bogen, Aluminium, von Leunora Salihu (* 1977)
- Tochter, Bronze, Lack, Cortenstahl, von Andreas Schmitten (* 1980)
- Agiens IV (grün-ocker), Agiens V (violett-orange), Agiens VI (grau-orange), von Gereon Krebber
- Trashstone 623, 657 kg, von Wilhelm Mundt
- Upside down, Bronze, von Jaana Caspary (* 1988)
- Bumpman on a Tree Trunk, Bronze, von Paloma Varga Weisz – seit Herbst 2023 im Ehrenhof

## Alte Kunstwerke in der Parkanlage (Auswahl)
- Friedrich Heinrich Jacobi, Büste des Bildhauers Emil Jungblut, 1943 aufgestellt im Eingangsbereich Malkasten-Haus zum Malkastenpark
- Andreas Achenbach, Büste aus Stein, Bildhauer Clemens Buscher, von 1905[7]
- Eine Mutter (Mutter mit Kind), Skulptur des Bildhauers Franz Dorrenbach, vor 1913
- Ehrenmal zur Erinnerung an die Mitglieder und Freunde des Malkastens aus Stein wurde von dem Bildhauer Carl Geiling geschaffen und als Kriegerdenkmal für gefallene Malklässler am 24. Juli 1921 im Lindenrondell des Malkastenparks aufgestellt
- Düsselnixe aus Kalkstein des Bildhauers Gustav Rutz geschaffen 1895–1896, seit 1897 im Malkastenpark
- Familie mit Kind, Stein-Skulptur wurde von dem belgischen Bildhauer Henri Boncquet geschaffen, seit 1903 im Malkastenpark
- Sitzende aus Muschelkalk von Richard Langer, seit 1925 als Bestandteil des Parkgeländes belegt
- Goethe Büste auf Stele, geschaffen 1899 von Gustav Rutz
- Mutter Ey von Gerda Kratz, um 1983/1985
- Laozi in Bronze von Yungang Chen (* 1956). Die Skulptur ist ein Geschenk der China National Academy of Painting in Beijing im Malkastenpark aufgestellt seit Juni 2015
- Säule der klassizistischen Portikusanlage der Alten Tonhalle, als Erinnerung an den traditionsreichen Ort Düsseldorfer Musik, 1951 aufgestellt
- Musizierende Kinder, unbekannter Künstler
- Löwenkopf, Fragment einer der Löwen des barocken Wappen von Schloss Jägerhof, aufgestellt auf einem Sockel.[8] Standort: Endpunkt des Nutzgartens
- Tor der Faces, von Horst Gläsker, Installation am Parktor zur Gartenvitrine, Einweihung November 2009
- Abguss einer Relieftafel der Sängerkanzel von Luca della Robbia aus dem Dom in Florenz, im Bereich der ehemaligen Gartenhäuser

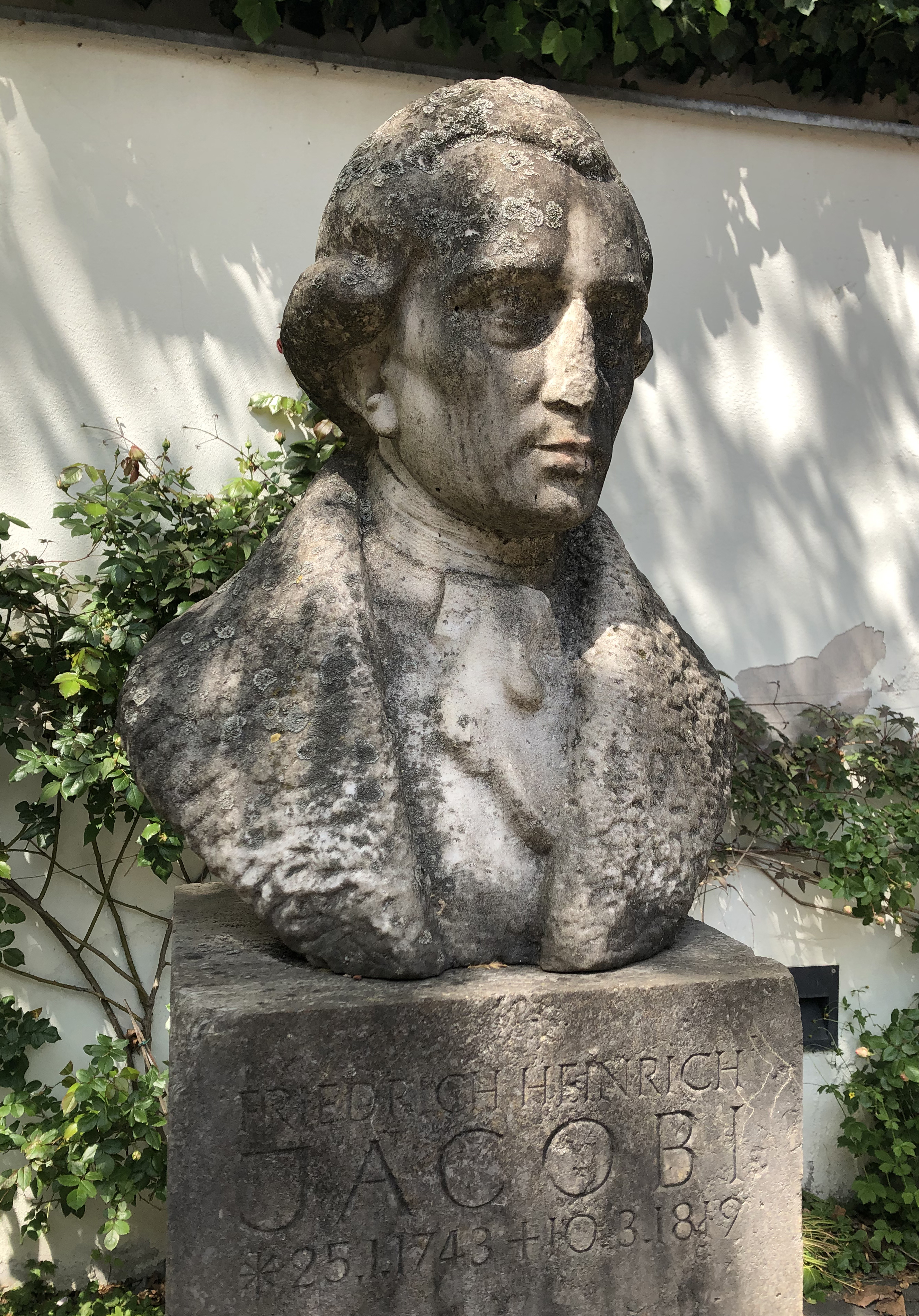
Friedrich Heinrich Jacobi (2021)
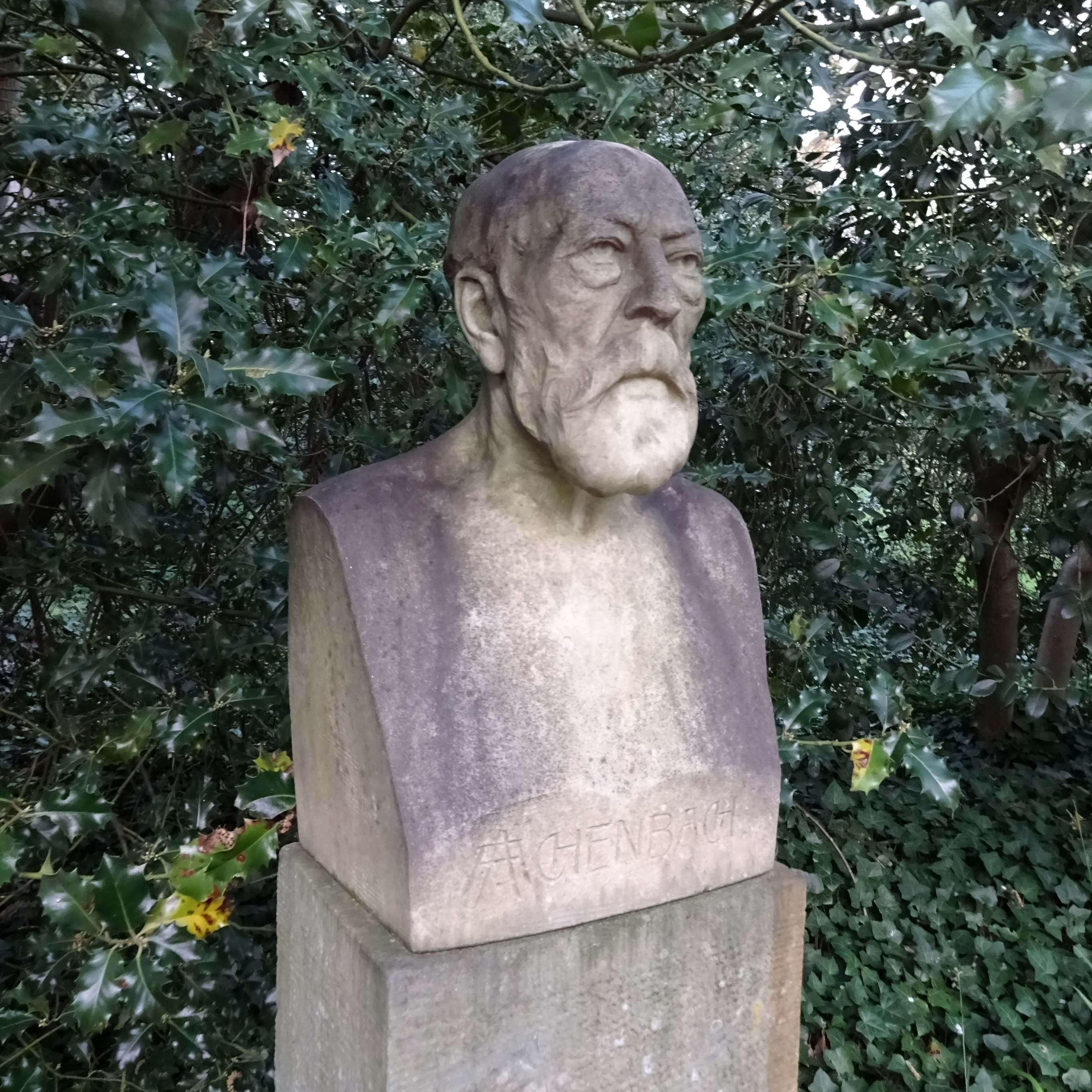
Andreas Achenbach (2018)
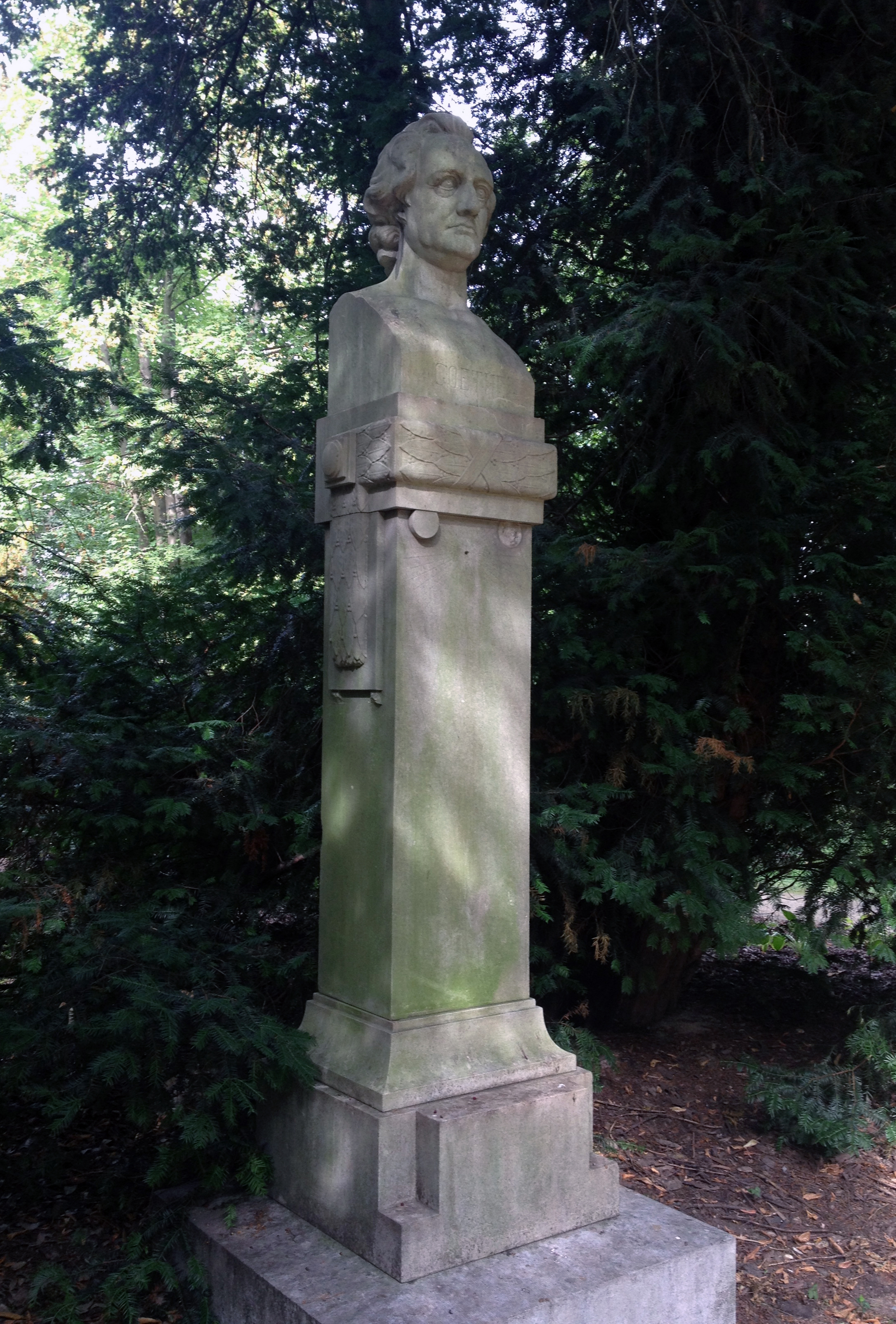
Johann Wolfgang von Goethe (2016)
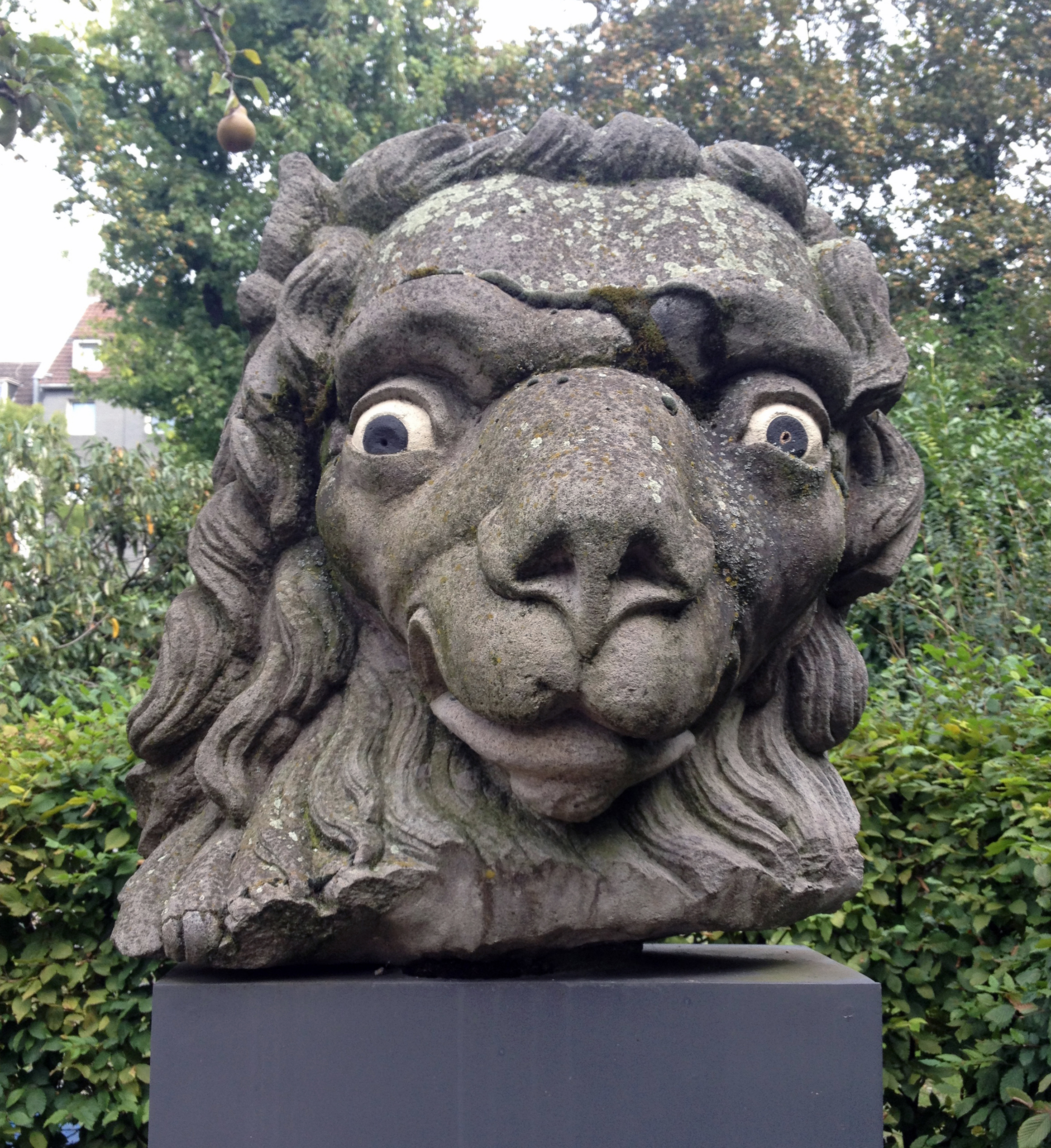
Löwenkopf (2016)
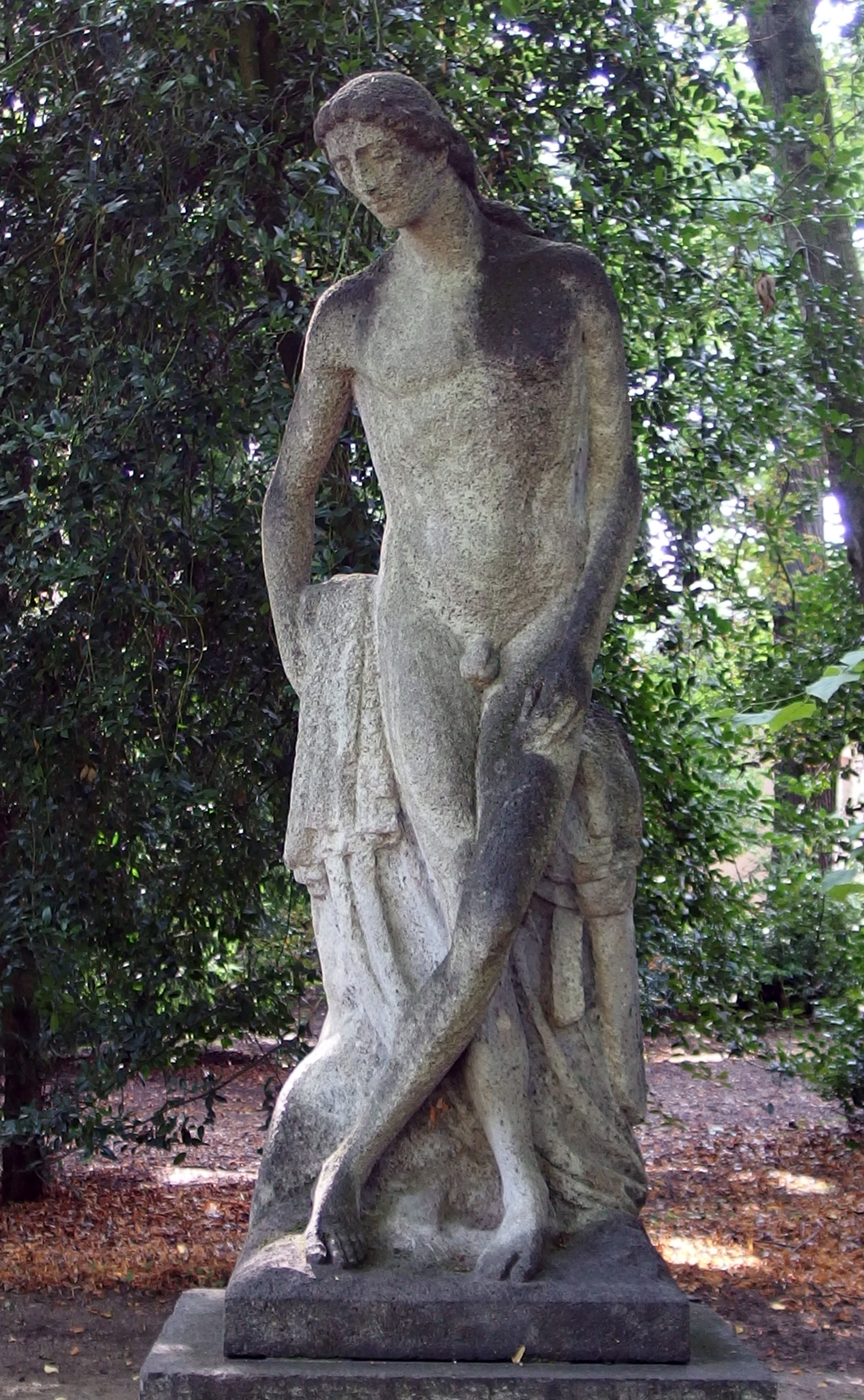
Ehrenmal im Lindenrondell (2015)
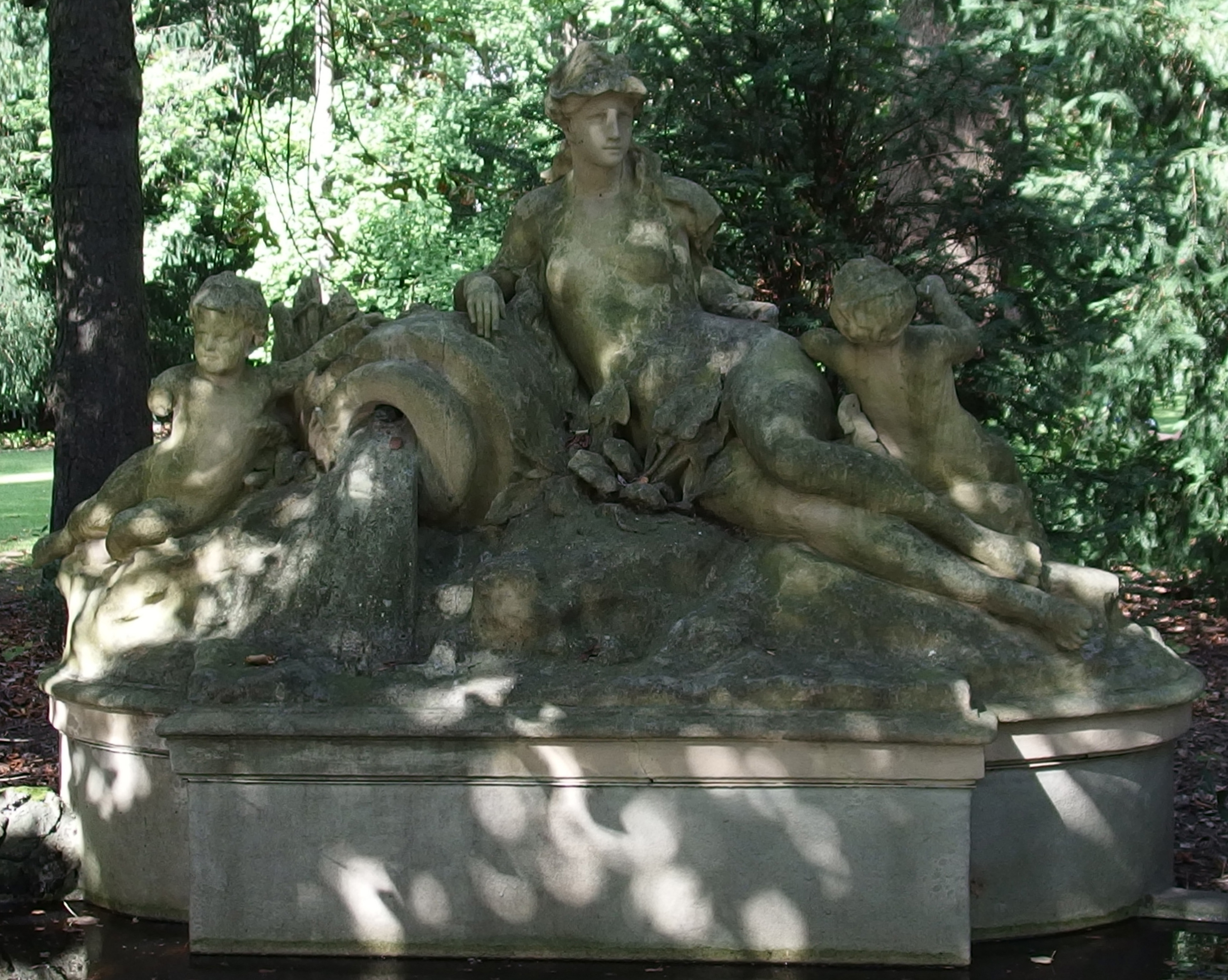
Düsselnixe (2015)
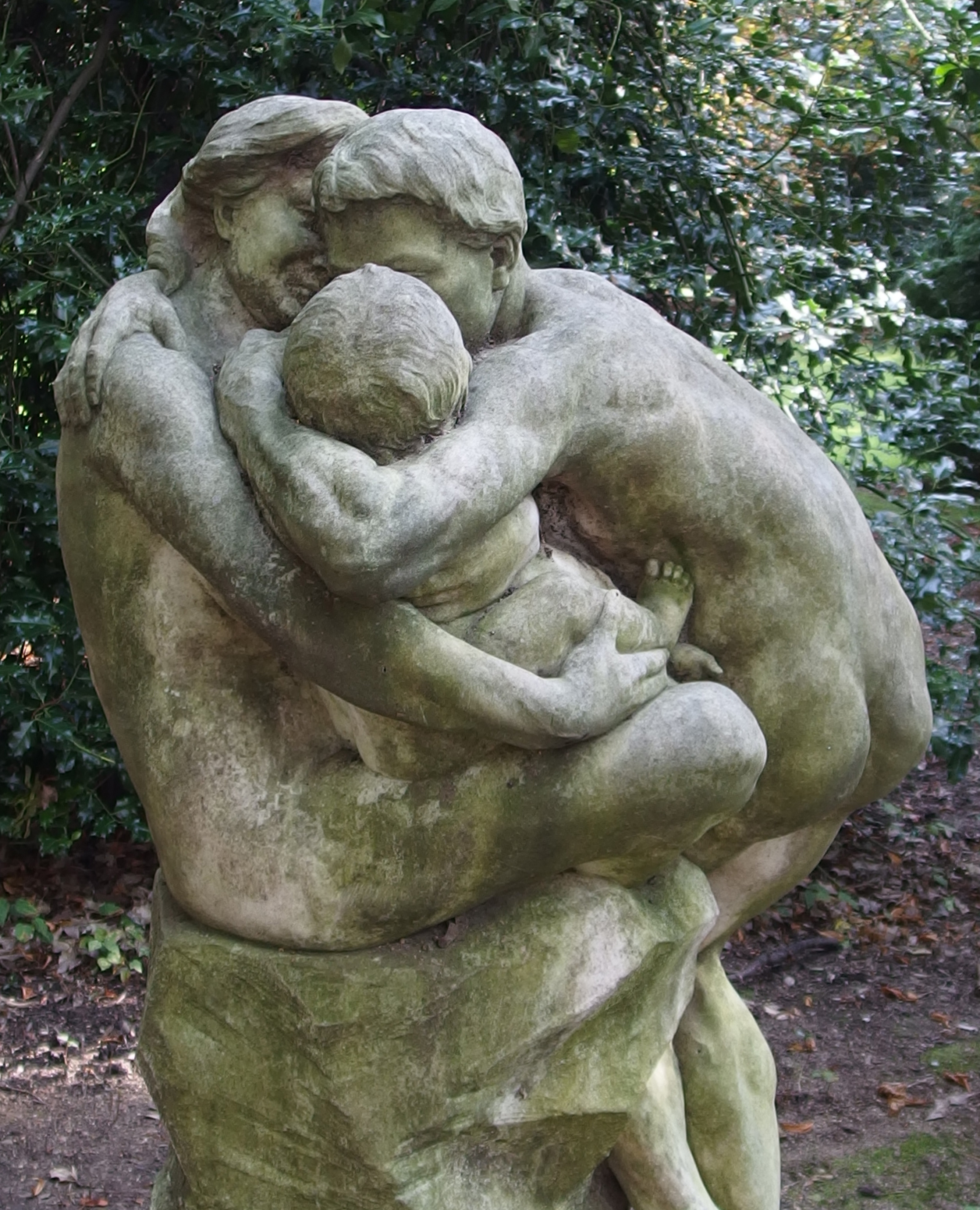
Familie mit Kind (2015)
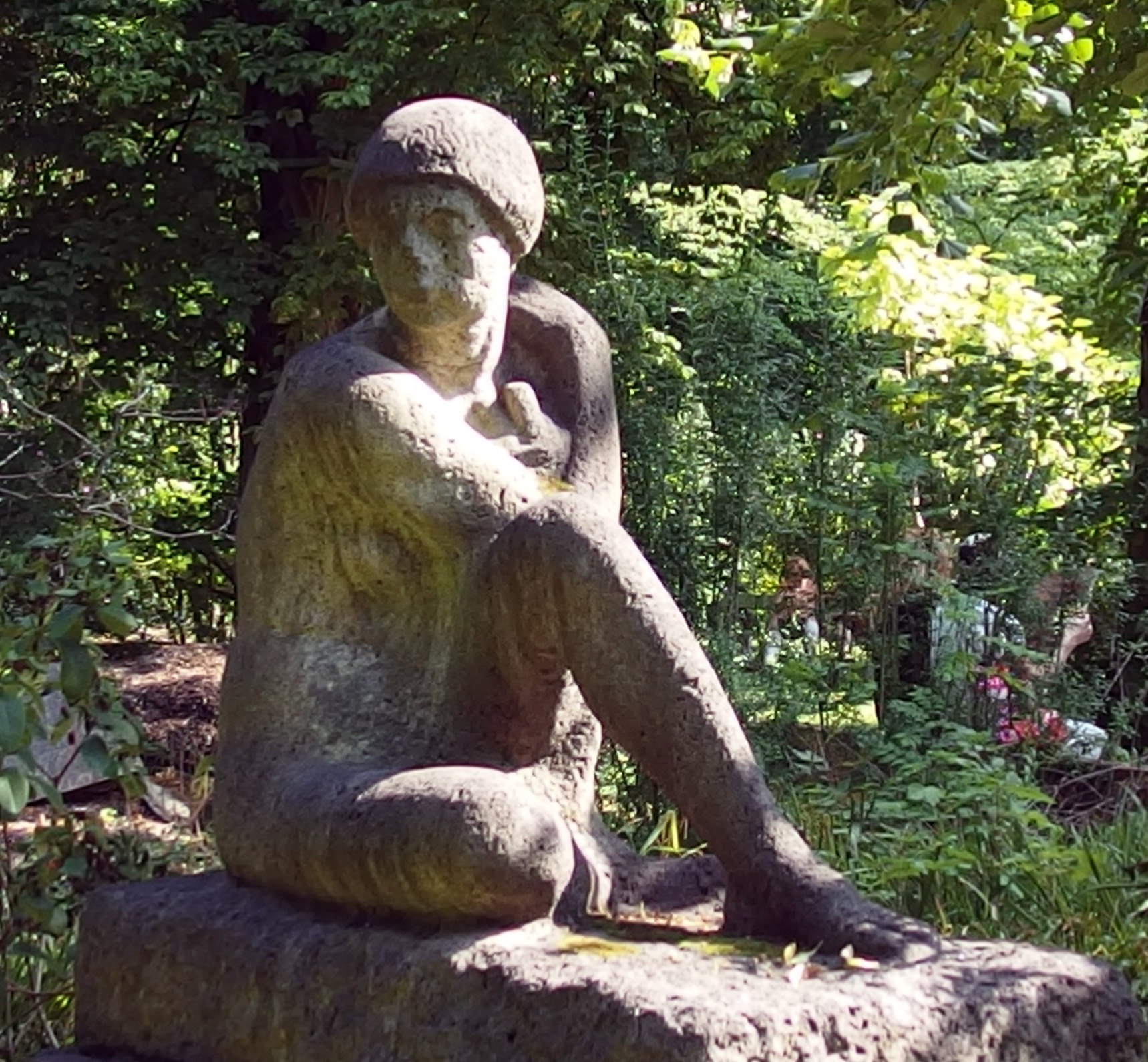
Sitzende (2015)
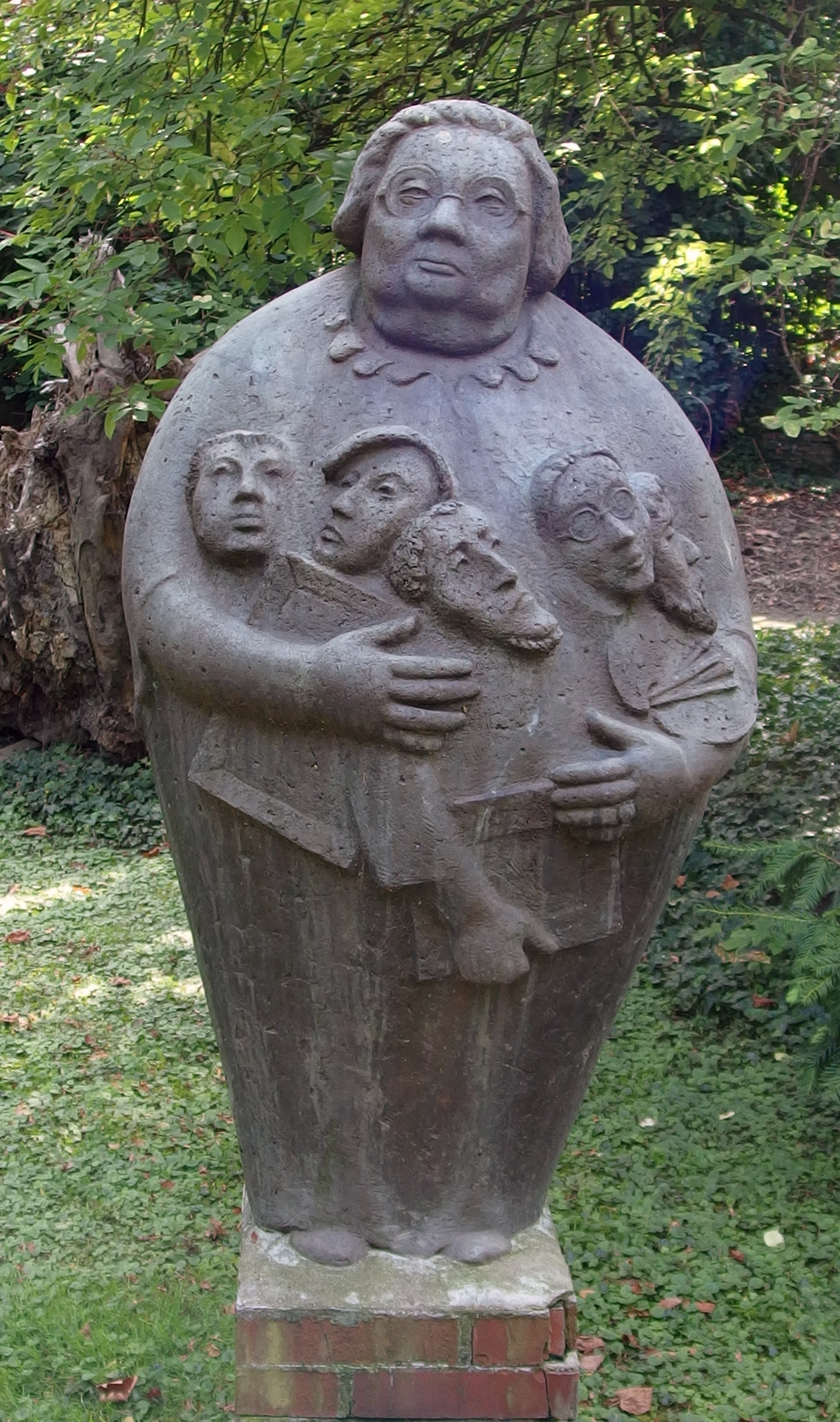
Mutter Ey (2015)
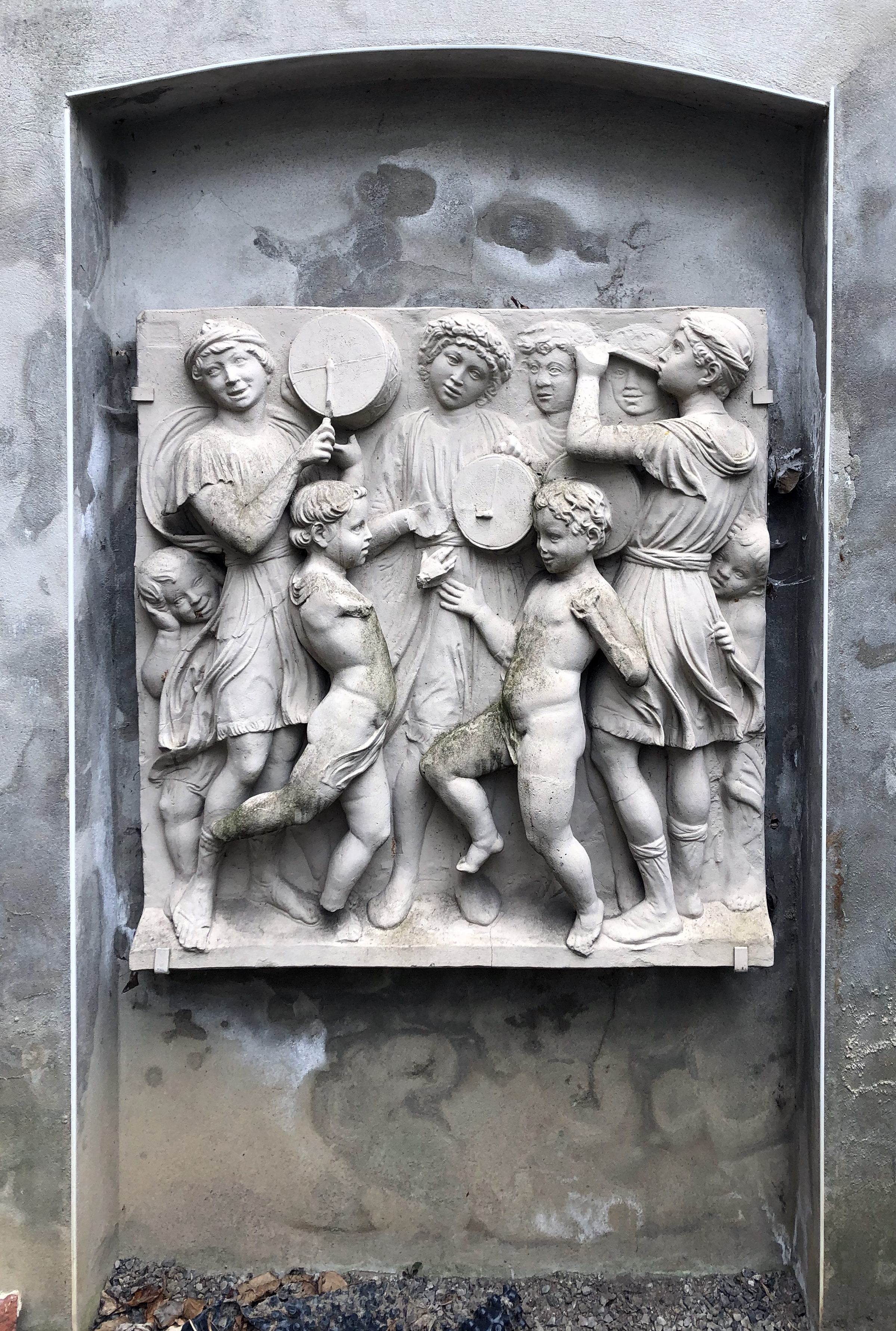
Relieftafel mit tanzenden und singenden Knaben (2021)
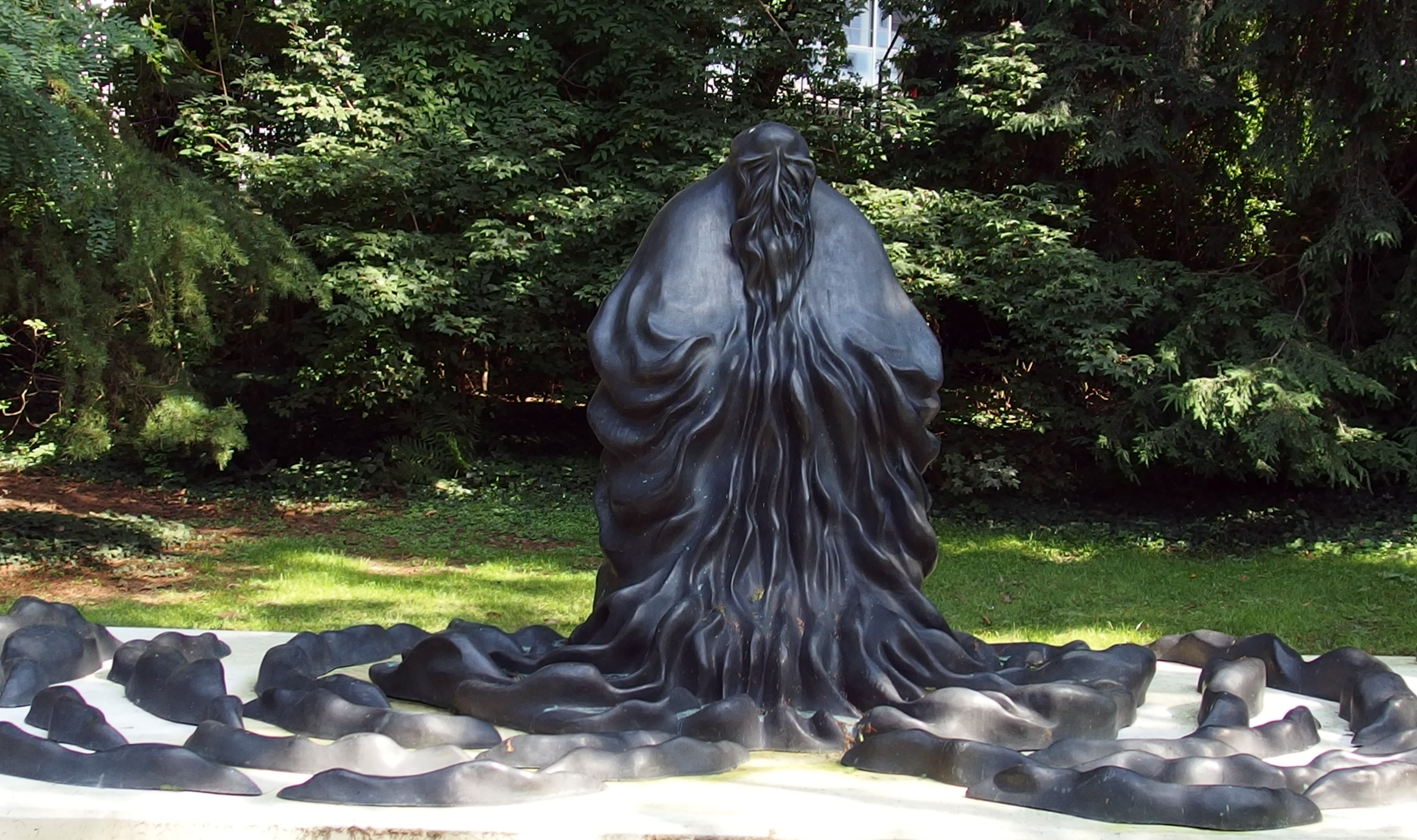
Laozi (2015)